# Samir Mahmoud Goudah
Samir Mahmoud Goudah (in arabo سمير محمود جودة‎?; Dakahlia, 3 maggio 1972) è un ex cestista egiziano.

## Carriera
Con l'Egitto ha disputato i Campionati mondiali del 1994 e quattro edizioni dei Campionati africani (1992, 1993, 2001, 2003).